# Репки (Харьковская область)
Репки (укр. Ріпки), село,
Сазоно-Балановский сельский совет,
Богодуховский район,
Харьковская область.
Код КОАТУУ — 6320887505. Население по переписи 2001 г. составляет 120 (59/61 м/ж) человек.

## Географическое положение
Село Репки находится в 2-х км от истоков реки Криворотовка.
Село состоит из двух частей, разнесённых на ~1 км.
Через село протекает пересыхающий ручей Лосик (река), левый приток реки Криворотовка; ниже по течению расположено село Фёдоровка (Богодуховский район).
В 2-х км находится железнодорожная станция Репки.
В 3-х км проходит автомобильная дорога Р-46.

## История
- 1722 — дата первого упоминания села[1].
- В 1940 году, перед ВОВ, в селе Репки, располагавшемся на обеих берегах левого притока Криворотовки, было 170 дворов, сельсовет и 4 ветряные мельницы.[2]

## Экономика
- В селе была при СССР молочно-товарная ферма.

## Объекты социальной сферы
- Туберкулезный санаторий «Репки».

## Достопримечательности
- Братская могила советских воинов. Похоронено 106 воинов.

## Известные уроженцы
- Гончаренко, Игнат Тихонович (1835—1917) — украинский бандурист.
- Гончар, Михаил Тимофеевич (род. 1922) — украинский и советский учёный-лесовод.